# Artie Shaw
Artie Shaw, właśc. Arthur Jacob Arshawsky (ur. 23 maja 1910 w Nowym Jorku, zm. 30 grudnia 2004 w Thousand Oaks) – amerykański klarnecista jazzowy, kompozytor, pisarz i aktor.

## Życiorys

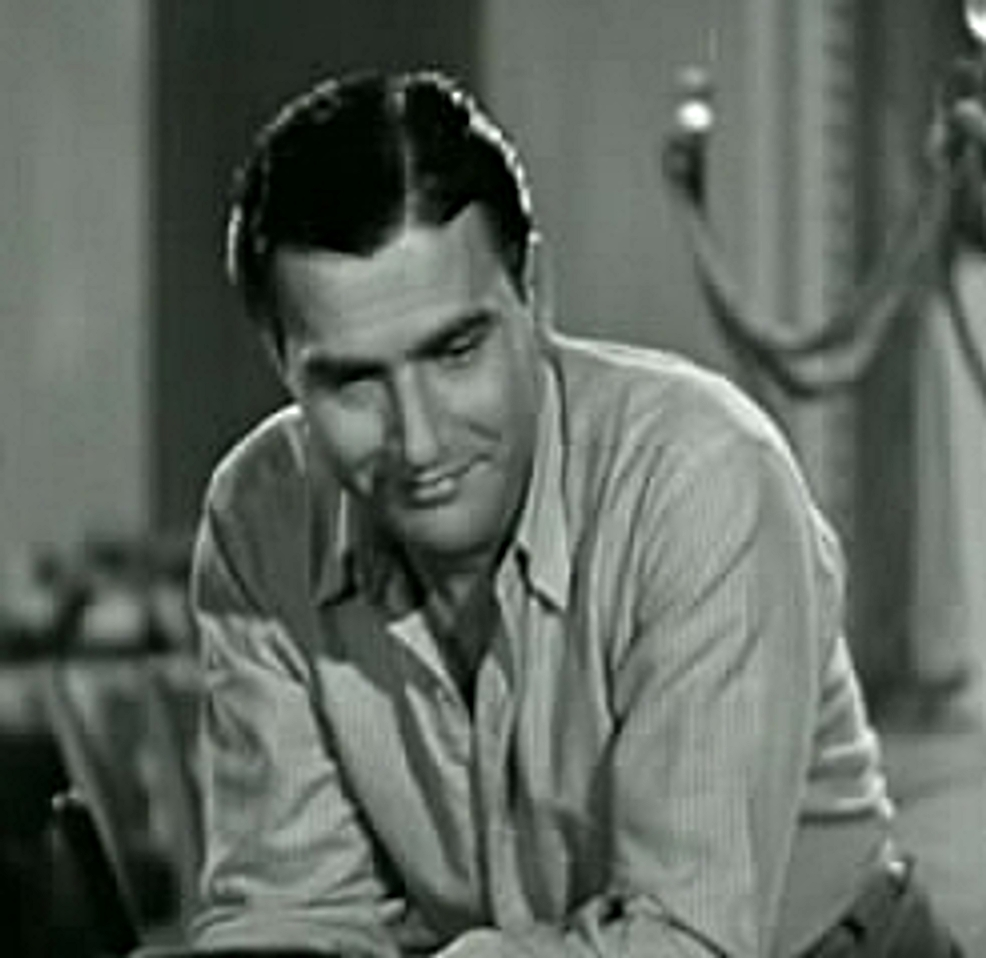
Artie Shaw w filmie Druga zwrotka, 1940

W wieku 15 lat nauczył się grać na saksofonie i rok później rozpoczął koncertowanie z zespołem. Po powrocie do Nowego Jorku był muzykiem sesyjnym, a także stworzył zespół, szczególnie popularny w epoce swingu. Wprowadził do jazzowych big bandów wiele nowych instrumentów, był również pierwszym białym liderem grupy, który podjął współpracę z czarnoskórą wokalistką – Billie Holiday. W okresie II wojny światowej wraz z całym zespołem koncertował dla wojsk amerykańskich w Azji, jego grupa stanowiła „azjatycki” odpowiednik orkiestry Glenna Millera. Były to występy bardzo intensywne, niekiedy cztery razy dziennie.
W 1954 perfekcjonista Shaw postanowił zakończyć karierę muzyczną, doszedł bowiem do wniosku, że nie osiągnął narzuconego sobie poziomu artystycznego. W kolejnych latach zajął się pisaniem, był autorem fikcyjnych biografii, m.in. The Trouble With Cindirella. Występował także okazjonalnie jako klarnecista.
W 2004 otrzymał honorową nagrodę Grammy za całokształt działalności artystycznej. Rok później został laureatem NEA Jazz Masters Award (przyznawaną z jednorocznym wyprzedzeniem).
Był ośmiokrotnie żonaty. Jego żonami były m.in. znane aktorki – Ava Gardner, Lana Turner, Evelyn Keyes, a także córka popularnego kompozytora Jerome Kerna – Betty.

## Filmografia
- 1940: Druga zwrotka